# Jonzac
Jonzac è un comune francese di 3 850 abitanti situato nel dipartimento della Charente Marittima nella regione di Nuova Aquitania.

## Patrimonio

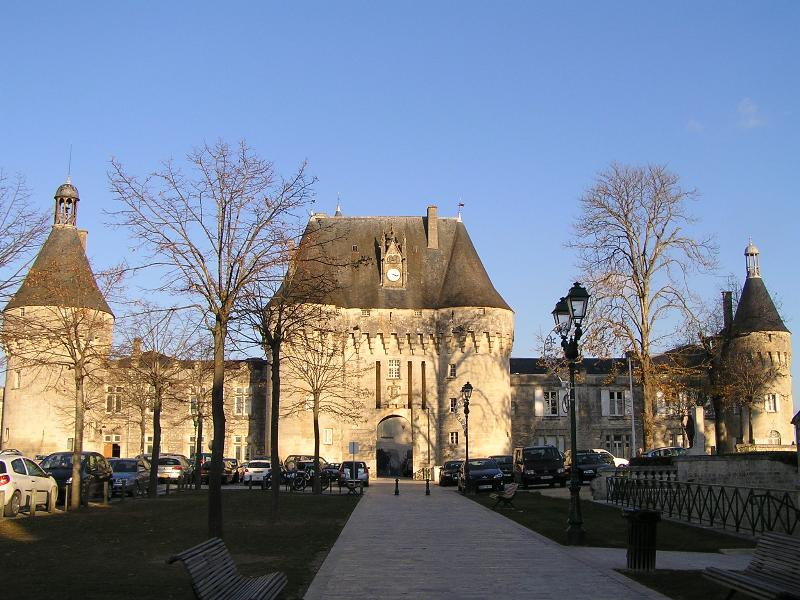
Il castello di Jonzac

Il comune è famoso per il suo castello. Un primo castello fu costruito nell'XI secolo, però fu distrutto durante la Guerra di Cento Anni. Fu ricostruito nel XV secolo.

## Società

### Evoluzione demografica
Abitanti censiti